# Huset Hannover
 For alternative betydninger, se Hannover (flertydig). (Se også artikler, som begynder med Hannover)
Huset Hannover er et tysk fyrstehus, som nedstammede fra Henrik Løve, og som regerede Braunschweig-Lüneburg (Hannover) som hertuger, kurfyrster og senere konger, og desuden Storbritannien og Irland fra Georg I, som besteg den britiske trone i 1714, til dronning Victoria, som døde i 1901. Den britiske trone gik da til Victorias tyske mands slægt, den albertinske linje af Wettin-dynastiet (Sachsen-Coburg-Gotha), som i dag regerer landet.
Fyrstehusets nuværende overhoved er prins Ernst August af Hannover, som er gift med Caroline af Monaco.
Huset Hannover er gren af fyrsteslægten Welf.

## Nuværende prinser af Hannover
Huset Hannovers nuværende medlemmer er efterkommere af hertug Ernst August af Braunschweig (1887-1953), og de nedstammer fra kong Georg 3. af Storbritannien (1739-1820).
- Prins Ernst August 5. af Hannover (født 1954), søn af kronprins Ernst August af Braunschweig (1914-1987), sønnesøn af hertug Ernst August af Braunschweig (1887-1953).
  - Prins Ernst August af Hannover (født 1983), søn af prins Ernst August (født 1954)
  - Prins Christian af Hannover (født 1985), søn af prins Ernst August (født 1954)
  - Prins Otto Heinrich of Hannover (født 1988), søn af prins Ludwig Rudolph af Hannover (1955-1988), sønnesøn af kronprins Ernst August af Braunschweig (1914-1987)
- Prins Heinrich Julius af Hannover (født 1961), søn af kronprins Ernst August af Braunschweig (1914-1987),sønnesøn af hertug Ernst August af Braunschweig (1887-1953).
  - Prins Albert af Hannover (født 1999), søn af prins Heinrich Julius (født 1961).
  - Prins Julius af Hannover (født 2006), søn af prins Heinrich Julius (født 1961).
- Prins Georg af Hannover (født 1949), søn af prins Georg Wilhelm af Hannover (1915–2006) og prinsesse Sophie af Grækenland og Danmark (1914-2001), sønnesøn af hertug Ernst August af Braunschweig (1887-1953).

## Overhoveder for Huset Hannover

### Fyrster af Calenberg fra 1636
Ved den welfiske arvedeling i 1635 fik fyrst Georg af Lüneburg og Celle også fyrstendømmerne Calenberg og Göttingen på hånden. Året efter overtog fyrst Georg sine nye besiddelser, og han valgte Hannover som sin residensstad.
Dette betyder, at både staten Hannover og fyrstehuset Hannover blev grundlagt i 1636.
- 1636–1641: Georg af Braunschweig-Lüneburg (1582–1641), hertug og fyrste, søn af Dorothea af Danmark og dattersøn af Christian 3. af Danmark-Norge.
- 1641–1665: Christian Ludwig (1622–1665), fyrste af Calenberg 1641–1648, fyrste af Lüneburg 1648–1665, bror til dronning Sophie Amalie (gift med Frederik 3. af Danmark-Norge). Christian Ludwig var også ældre bror til fyrsterne Georg Wilhelm og Ernst August.
- 1663–1705: Georg Wilhelm (1624–1705), fyrste af Calenberg 1648-1665, fyrste of Lüneburg 1665–1705.
  - kurfyrste Ernst August (1629–1698), fyrste af Calenberg 1679-1698, kurfyrste af Hannover 1692-1698, gift med Sophia af Pfalz (1630 – 1714), der var barnebarn af Jakob 6. af Skotland og 1. af England. Sophia blev udpeget til tronarving af England og Irland i 1701. Samtlige britiske konger og regerende dronninger siden 1714 nedstammer fra Ernst August og Sophia.

### Fyrster af Calenberg og kurfyrster af Braunschweig-Lüneburg (Kurhannover) fra 1692
- Ernst August af Hannover (1629-1698), fyrste af Calenberg, kurfyrste af Hannover fra 1692, gift med Sophie af Pfalz, der havde arveret til den britiske trone, fordi hun var datter af Elizabeth Stuart samt datterdatter af Jakob Stuart (konge af Skotland og England) og Anna af Danmark.

### Konger af Storbritannien og Irland samt hannoveranske kurfyrster fra 1714
- Georg 1. af Storbritannien (1660–1727), kurfyrste af Hannover fra 1698, konge af Storbritannien og Irland fra 1714.
- 1727-1760: Georg II
  - prins Frederik Ludvig af Wales (1707-1751), søn af Georg 2. samt far til Georg 3. af Storbritannien, Irland og Hannover og til dronning Caroline Mathilde af Danmark-Norge, Frederik Ludvig døde før sin far.
- 1760-1803: Georg III (fortsatte som konge af Storbritannien og Irland til 1820).

### Konger af Hannover (1814-1866)
- 1814-1820: Georg III (også konge af Storbritannien og Irland).
- 1820-1830: Georg IV (også konge af Storbritannien og Irland).
- 1830-1837: Vilhelm (også konge af Storbritannien og Irland).
- 1837-1851: Ernst August.
- 1851-1866: Georg V.

### Overhoveder for Huset Hannover efter 1866
- 1866-1878: Georg V
- 1878-1923: Ernst August af Hannover (1845-1923), kronprins af Hannover (1845-1863), gift med prinsesse Thyra af Danmark.
- 1923-1953: Ernst August af Braunschweig, hertug af Braunschweig (1913-1918), gift med prinsesse Viktoria Luise af Preussen.
- 1953-1987: Ernst August 4. af Hannover, kronprins af Braunschweig (1914-1918), gift med prinsesse Ortrud af Glücksborg (1925-1980) og senere med hendes slægtning Monika, grevinde til Solms-Laubach (født 1929).
- 1987 – nu: Ernst August 5. af Hannover (født 1954), gift først med Chantal Hochuli (født 1955) og senere med arveprinsesse Caroline af Monaco (født 1957)

## Hannoveranernes forfædre
Stort alle mandlige efterkommere af Otto af Lüneburg (1204–1252) kalder sig stadigt for hertuger af Braunschweig og Lüneburg. Tilsvarende kalder deres hustruer og døtre sig for hertuginder af Braunschweig og Lüneburg. Dette betyder ikke, at de er regenter, men bare at de er prinser og prinsesser, dvs. at de har fyrstelig rang.
Hertugdømmet Braunschweig og Lüneburg var gennem århundreder kun et geografisk begreb. Området var nemlig delt i en række mindre fyrstendømmer. Den enkelte prins regerede kun i sit eget fyrstendømme. Et sådant fyrstendømme blev ofte regeret af den tidligere fyrstes sønner i fællesskab. Der opstod borgerkrige flere gange.
- Henrik Løve (1129 – 6. august 1195), hertug af Sachsen 1142-1180 og af Bayern 1156-1180, deltog sammen med Valdemar 1. den Store i erobringen af Rügen i 1168.
- Wilhelm af Winchester eller Wilhelm den fede (1184-1213), greve af Lüneburg), gift med Helene af Danmark, datter af Valdemar den store.
- Otto 1. greve af Lüneburg (1204–1252), fra 1235 hertug af Braunschweig og Lüneburg, søstersøn til Valdemar Sejr, deltog i flere slag på dansk side bl.a. i Slaget ved Bornhøved i 1227, hvor han blev taget til fange.
- Albrecht 1. den store" af Braunschweig (1236–1279), fyrste af Braunschweig-Wolfenbüttel, støttede i 1262 den mindreårige Erik Klipping mod Erik Abelsøn af Sønderjylland.
- Albrecht 2. (kaldt den fede) (1268–1318), fyrste af Braunschweig-Wolfenbüttel-Göttingen.
- Magnus 1. den fromme (1304–1369), fyrste af Braunschweig-Wolfenbüttel.
- Magnus 2. med halskæden (1328–1373), fyrste af Braunschweig-Wolfenbüttel, i kortere tid også fyrste af Lüneburg.
- Bernhard 1. (1362–1434), fyrste af Lüneburg.
- Frederik 2. den fromme (1418-1478), fyrste af Lüneburg.
- Otto 5. den sejrrige (tysk: der Siegreiche eller der Großmütige) (1439–1471), fyrste af Lüneburg.
- Henrik 1. (1468–1532) fyrste af Lüneburg.
- Ernst 1. bekenderen (1497–1546), fyrste af Lüneburg, underskrev Den augsburgske bekendelse på rigsdagen i 1530.
- Wilhelm den yngre (1535–1592), fyrste af Lüneburg, gift med Dorothea af Danmark (datter af kong Christian 3.), forældre til fyrst Georg af Lüneburg, Celle, Calenberg og Göttingen, der grundlagde fyrstehuset Hannover.

## Ekstern henvisning
- Die Welfen – Huset Hannovers officielle hjemmeside (på tysk)

- Wikimedia Commons har flere filer relateret til Huset Hannover

| Historie | Spire Denne historieartikel er en spire som bør udbygges. Du er velkommen til at hjælpe Wikipedia ved at udvide den. |